# Indice globale della fame

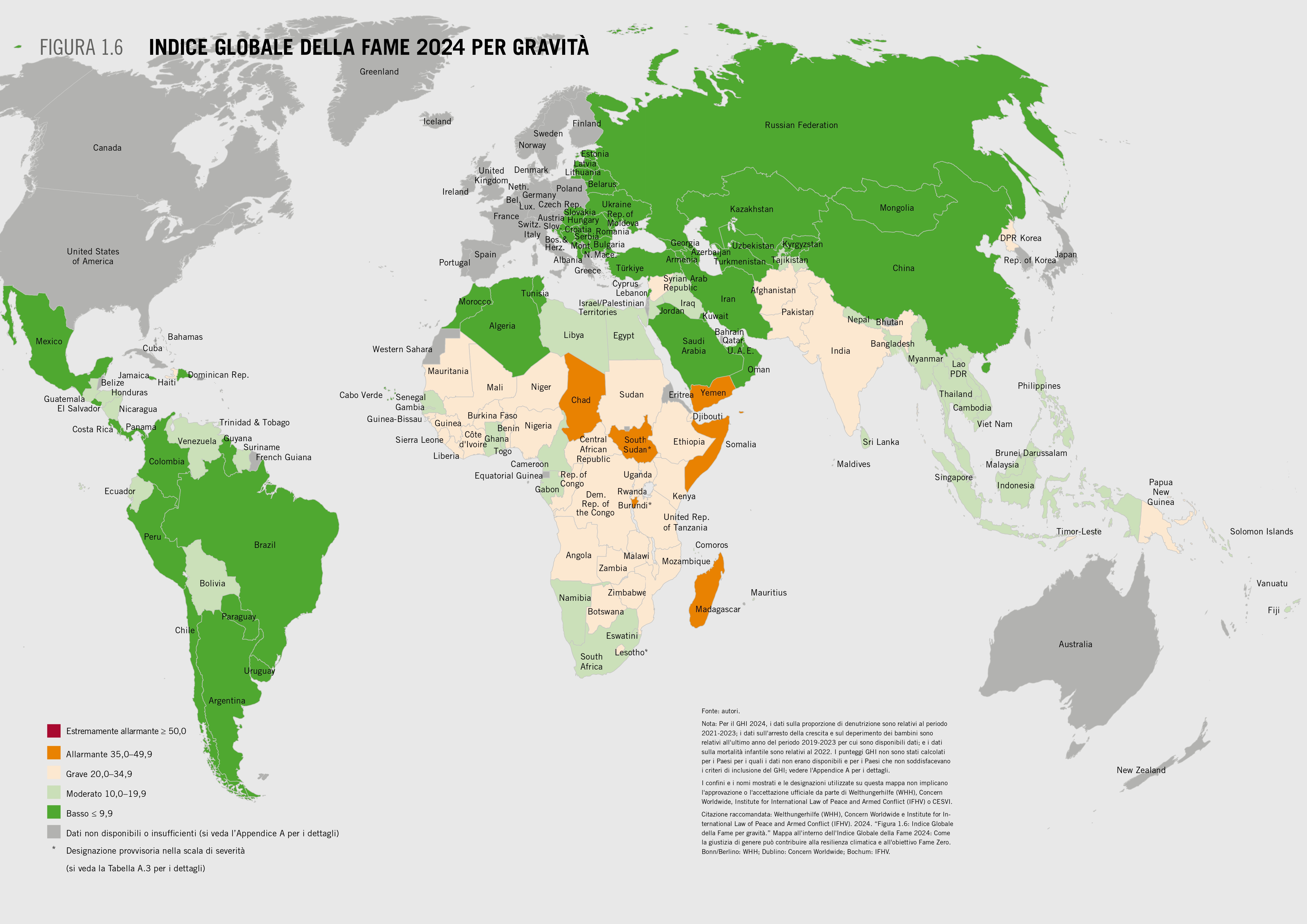
Indice Globale della Fame 2024 per gravità

L'Indice Globale della Fame, in sigla GHI (in inglese Global Hunger Index), è uno strumento multi-statistico che misura il livello di fame in oltre cento Paesi al mondo. Il GHI misura i progressi e i fallimenti nella lotta contro la fame e viene calcolato annualmente, con i risultati raccolti in un report pubblicato ogni anno nel mese di ottobre.
L'Indice è stato adottato e poi stato sviluppato dall'Istituto internazionale di ricerca sulle politiche alimentari (IFPRI) e pubblicato per la prima volta nel 2006, in collaborazione con l'ONG tedesca Welthungerhilfe. Dal 2007 partecipa alla pubblicazione anche l'ONG irlandese Concern Worldwide. L'edizione 2018 è frutto di un progetto congiunto di Welthungerhilfe e Concern Worldwide, mentre IFPRI ha fatto un passo indietro rispetto al suo coinvolgimento nel report. A partire dall'edizione 2024, è stato coinvolto, in qualità di partner accademico, l'Institute for International Law of Peace and Armed Conflict (IFHV), una delle principali istituzioni accademiche europee che conducono ricerche sulle crisi umanitarie, con una tradizione di studi sul diritto internazionale umanitario e sui diritti umani, oltre a competenze interdisciplinari in scienze sociali, geoscienze e salute pubblica.
Dal 2008 è pubblicato in varie lingue, tra cui l'italiano, quest'ultimo a cura di Cesvi.
Secondo l'Indice Globale della Fame 2024, negli ultimi dieci anni i progressi mondiali nella lotta alla fame sono rallentati in modo preoccupante. Il punteggio di GHI per il 2024 è di 18,3, di livello moderato, un calo molto modesto rispetto al 18,8 del 2016 e che nasconde ampie variazioni a livello regionale. La situazione è particolarmente preoccupante in Africa a sud del Sahara e in Asia meridionale, dove la fame rimane grave. L'alto punteggio di GHI dell'Africa a sud del Sahara è dovuto a tassi di denutrizione e di mortalità infantile più alti rispetto alle altre regioni. In Asia meridionale la fame di livello grave dipende dall'aumento della denutrizione e dal persistere di un'elevata sottonutrizione infantile, dovuta alla scarsa qualità della dieta, ai problemi economici e al crescente impatto delle calamità naturali. L'obiettivo Fame Zero dell'Agenda 2030 sembra impossibile da raggiungere entro il 2030 e, se i progressi si manterranno al ritmo osservato a partire dal punteggio di GHI globale del 2016, il mondo raggiungerà un livello di fame basso solo nel 2160, tra più di 130 anni.

## Focus anno per anno
Ogni anno, l'Indice Globale della Fame presenta un focus specifico:
- Denutrizione infantile tra i bambini di età inferiore ai due anni (2010).[4]
- Innalzamento e volatilità dei prezzi alimentari durante i recenti anni e i loro effetti sulla fame e la malnutrizione (2011).[5]
- Come assicurare la sicurezza alimentare e l'uso sostenibile delle risorse, in un contesto di scarsità delle fonti naturali di cibo (2012).[6]
- Come rafforzare la resilienza comunitaria delle comunità contro la malnutrizione (2013).[7]
- La fame nascosta, una forma di denutrizione causata da carenze di micronutrienti (2014).[8]
- La relazione tra fame e conflitti armati (2015).[9]
- Il raggiungimento dell'Obiettivo di Sviluppo Sostenibile "Fame Zero" entro il 2030 (2016).[10]
- Le sfide di fame e disuguaglianza (2017).[11]
- Migrazione forzata e fame (2018).[12]
- La sfida della fame e del cambiamento climatico (2019).[13]
- 10 anni all’obiettivo Fame Zero: collegare salute e sistemi alimentari sostenibili (2020).[15]
- Fame e sistemi alimentari in contesti di conflitto (2021).[16]
- Trasformazione dei sistemi locali e governance locale (2022).[17]
- I giovani hanno il potere di cambiare i sistemi alimentari (2023).[18]
- Come la giustizia di genere può contribuire alla resilienza climatica e all'obiettivo Fame Zero (2024).[1]

## Calcolo dell'Indice
I punteggi di GHI si basano sui valori di 4 indicatori:
1. Denutrizione: la percentuale di popolazione con insufficiente assunzione calorica;
2. Deperimento infantile: la percentuale di bambini sotto i cinque anni che hanno un peso insufficiente per la loro altezza, che è indice di sottonutrizione acuta;
3. Arresto della crescita infantile: la percentuale di bambini sotto i cinque anni che hanno un’altezza insufficiente per la loro età, indice di sottonutrizione cronica;
4. Mortalità infantile: il tasso di mortalità tra i bambini sotto i cinque anni, che riflette parzialmente la fatale combinazione di un’alimentazione insufficiente e di ambienti insalubri.[16]

Sulla base dei valori dei quattro indicatori, il GHI assegna alla fame un valore da 0 a 100, dove 0 è il risultato migliore (assenza di fame) e 100 è il peggiore, anche se nessuno dei due estremi viene mai raggiunto nella realtà. Di conseguenza, più alto è il valore, peggiore è lo stato nutrizionale di un Paese.
Il livello di fame di ogni Paese è classificato su una scala di gravità che va da basso a estremamente allarmante, secondo i seguenti intervalli di valori:
| Livello                 | Valori    |
| ----------------------- | --------- |
| Basso                   | ≤ 9,9     |
| Moderato                | 10 - 19,9 |
| Grave                   | 20 - 34,9 |
| Allarmante              | 35 - 49,9 |
| Estremamente allarmante | ≥ 50      |

I dati per il calcolo dei punteggi provengono da fonti Nazioni Unite (FAO, OMS, UNICEF e Gruppo inter-agenzie per la stima della mortalità infantile UN IGME), dalla Banca Mondiale (World Bank) e dalle Indagini demografiche e sanitarie (Demographic and Health Surveys, DHS).
Nel rapporto 2024, 136 Paesi soddisfacevano tutti i criteri per essere inclusi nell’Indice Globale della Fame, ma per 9 non erano presenti dati a sufficienza a calcolarne il punteggio di GHI 2024. Nei Paesi con carenze di dati, gli autori hanno calcolato delle classificazioni provvisorie della gravità della fame sulla base di diversi fattori:
- i valori degli indicatori del GHI disponibili;
- l’ultima classificazione di gravità nota del Paese;
- l’ultimo dato noto sulla prevalenza della denutrizione nel Paese;
- la prevalenza della denutrizione nella sottoregione in cui si trova il Paese;
- e/o una valutazione dei risultati pertinenti delle edizioni 2022, 2023 e 2024 del Rapporto globale sulle crisi alimentari.

In alcuni casi, la mancanza di dati è dovuta a conflitti o disordini politici, di per sé indicatori di fame e malnutrizione. I Paesi sprovvisti di dati sono spesso proprio quelli i cui cittadini sono maggiormente esposti alla fame. Dei 2 Paesi designati provvisoriamente come allarmanti – Burundi e Sud Sudan – è possibile che, se ci fossero dati completi, uno o più Paesi potrebbero rientrare nella categoria estremamente allarmante. Ma in mancanza di informazioni sufficienti a confermare questa possibilità, sono stati tutti classificati come allarmanti. In alcuni casi non è stato possibile determinare nemmeno una classificazione provvisoria della gravità, per esempio se il Paese non aveva mai avuto un valore di prevalenza della denutrizione, un punteggio di GHI o una classificazione di gravità da quando è stato pubblicato il primo report sull'Indice Globale della Fame, nel 2006. Inoltre, nel caso del Sud Sudan, i dati non erano disponibili per due dei quattro indicatori del GHI. In ogni caso, una revisione delle informazioni pertinenti contenute nelle edizioni 2022, 2023 e 2024 del Rapporto globale sulle crisi alimentari e le consultazioni con esperti di insicurezza alimentare e nutrizionale in questi Paesi hanno dimostrato che la classificazione allarmante era giustificata.

## Tendenze globali e regionali
Con l'avvicinarsi del 2030, anno stabilito per il raggiungimento dell’obiettivo Fame Zero, l'Indice Globale della Fame 2024 mostra chiaramente che il mondo è ben lontano da questo traguardo cruciale. Il punteggio di GHI 2024 a livello globale è di 18,3, considerato moderato, un calo modesto rispetto al 18,8 del 2016. Questo punteggio nasconde le ampie variazioni della fame tra una regione e l'altra. La situazione peggiore si registra in Africa a sud del Sahara e in Asia meridionale, dove la fame rimane grave. Nell'ultimo decennio i progressi nella lotta alla fame a livello mondiale sono rallentati. Di fatto, se rimanessero al ritmo osservato a partire dal punteggio di GHI globale del 2016, il mondo non raggiungerebbe un livello di fame basso prima del 2160, ovvero tra più di 130 anni.
Sei Paesi hanno livelli di fame allarmanti, che indicano un'ampia diffusione di povertà, denutrizione e malnutrizione. Somalia, Yemen, Ciad e Madagascar sono i Paesi con i punteggi di GHI 2024 più alti; inoltre, anche Burundi e Sud Sudan sono provvisoriamente classificati come allarmanti. Sia la Somalia che il Ciad devono affrontare gli effetti congiunti di conflitti, cambiamenti climatici e recessione economica. Lo Yemen è particolarmente colpito dai conflitti e dagli eventi climatici estremi, mentre il Madagascar deve fare fronte alle enormi problematiche poste dai cambiamenti climatici.
La realizzazione del diritto a un'alimentazione adeguata è fuori portata per miliardi di persone. In tutto il mondo, 733 milioni di persone sono denutrite. Inoltre, l'aumento dei prezzi degli alimenti e la crisi del costo della vita hanno reso inaccessibile una dieta sana a 2,8 miliardi di persone. I progressi nella riduzione di tutti e quattro gli indicatori del GHI – denutrizione, arresto della crescita infantile, deperimento infantile e mortalità infantile – sono inferiori agli obiettivi concordati a livello internazionale. Le proiezioni stimano che, nel 2030, 582 milioni di persone saranno ancora cronicamente denutrite, la metà delle quali in Africa. Questo numero è paragonabile alla popolazione denutrita nel 2015, anno in cui il mondo si è impegnato a eliminare la fame entro il 2030. In due terzi di tutti i Paesi, la denutrizione non ha registrato miglioramenti o è addirittura aumentata. Ad Haiti, in Giordania, Kenya e Siria, è cresciuta di oltre dieci punti percentuali tra il periodo 2015-2017 e quello 2021-2023. A livello mondiale, 148 milioni di bambini soffrono di arresto della crescita, 45 milioni sono deperiti e quasi 5 milioni muoiono prima di aver compiuto cinque anni. In 27 Paesi i livelli di arresto della crescita hanno una rilevanza molto preoccupante per la salute pubblica. La situazione più grave si registra in Burundi, Yemen e Niger. Negli ultimi anni la prevalenza dell'arresto della crescita è aumentata di almeno 4 punti percentuali in Afghanistan, Argentina, Mongolia, Niger e Yemen. Il deperimento infantile è particolarmente elevato in India, ed è alto e in aumento in Sudan e Yemen.
Più in generale, molti Paesi e territori stanno sperimentando livelli di insicurezza alimentare acuta senza precedenti, con implicazioni potenzialmente disastrose per lo sviluppo a lungo termine. Nel 2023 più di 281,6 milioni di persone distribuite in 59 Paesi e territori sui quali sono disponibili dati a sufficienza hanno affrontato un'insicurezza alimentare acuta a livello di crisi o persino superiore, un numero in crescita per cinque anni consecutivi. L'insicurezza alimentare acuta si sta aggravando, con condizioni di carestia in crescita in diversi Stati e territori, tra cui Gaza, Sudan, Haiti, Burkina Faso, Mali e Sud Sudan. 
Tra crisi e tendenze preoccupanti, esistono esempi di progresso e speranza. In controtendenza rispetto al trend globale, Bangladesh, Mozambico, Nepal, Somalia e Togo hanno compiuto progressi notevoli, riducendo i loro punteggi di GHI di oltre 5 punti rispetto a quelli del 2016. In Mozambico e in Nepal i punteggi 2024 riflettono un miglioramento del 30% circa. Ciononostante, in alcuni di questi Paesi i livelli di fame rimangono alti in modo preoccupante, in particolare in Mozambico e Somalia.

### Graduatoria 2024[1]
Legenda
| Categorie                          | Valore      |
| ---------------------------------- | ----------- |
| Indice GHI estremamente allarmante | ≥ 50        |
| Indice GHI allarmante              | 35,0 – 49,9 |
| Indice GHI grave                   | 20,0 – 34,9 |
| Indice GHI moderato                | 10,0 – 19,9 |
| Indice GHI basso                   | ≤ 9,9       |

Classifica
| Pos.1                                                                           | Paese                   | 2000 | 2008 | 2016 | 2024       |
| ------------------------------------------------------------------------------- | ----------------------- | ---- | ---- | ---- | ---------- |
| Punteggi di GHI 2024 inferiori a 5,0 e classificati collettivamente come 1–22.2 | Bielorussia             | <5   | <5   | <5   | <5         |
| Punteggi di GHI 2024 inferiori a 5,0 e classificati collettivamente come 1–22.2 | Bosnia ed Erzegovina    | 9,4  | 6,   | <5   | <5         |
| Punteggi di GHI 2024 inferiori a 5,0 e classificati collettivamente come 1–22.2 | Cile                    | <5   | <5   | <5   | <5         |
| Punteggi di GHI 2024 inferiori a 5,0 e classificati collettivamente come 1–22.2 | Cina                    | 13,4 | 7,2  | <5   | <5         |
| Punteggi di GHI 2024 inferiori a 5,0 e classificati collettivamente come 1–22.2 | Costa Rica              | 6,6  | <5   | <5   | <5         |
| Punteggi di GHI 2024 inferiori a 5,0 e classificati collettivamente come 1–22.2 | Croazia                 | 5,5  | <5   | <5   | <5         |
| Punteggi di GHI 2024 inferiori a 5,0 e classificati collettivamente come 1–22.2 | Estonia                 | <5   | <5   | <5   | <5         |
| Punteggi di GHI 2024 inferiori a 5,0 e classificati collettivamente come 1–22.2 | Georgia                 | 12,0 | 6,6  | 5,4  | <5         |
| Punteggi di GHI 2024 inferiori a 5,0 e classificati collettivamente come 1–22.2 | Ungheria                | <5   | <5   | <5   | <5         |
| Punteggi di GHI 2024 inferiori a 5,0 e classificati collettivamente come 1–22.2 | Kuwait                  | <5   | <5   | <5   | <5         |
| Punteggi di GHI 2024 inferiori a 5,0 e classificati collettivamente come 1–22.2 | Lettonia                | <5   | <5   | <5   | <5         |
| Punteggi di GHI 2024 inferiori a 5,0 e classificati collettivamente come 1–22.2 | Lituania                | <5   | <5   | <5   | ≤5         |
| Punteggi di GHI 2024 inferiori a 5,0 e classificati collettivamente come 1–22.2 | Montenegro              | –    | 5,7  | <5   | <5         |
| Punteggi di GHI 2024 inferiori a 5,0 e classificati collettivamente come 1–22.2 | Macedonia del Nord      | 7,6  | 5,3  | 5,1  | <5         |
| Punteggi di GHI 2024 inferiori a 5,0 e classificati collettivamente come 1–22.2 | Romania                 | 7,9  | 5,7  | 5,0  | <5         |
| Punteggi di GHI 2024 inferiori a 5,0 e classificati collettivamente come 1–22.2 | Russia                  | 10,4 | 5,9  | 5,4  | <5         |
| Punteggi di GHI 2024 inferiori a 5,0 e classificati collettivamente come 1–22.2 | Serbia                  | –    | 5,9  | <5   | <5         |
| Punteggi di GHI 2024 inferiori a 5,0 e classificati collettivamente come 1–22.2 | Slovacchia              | 6,0  | <5   | <5   | <5         |
| Punteggi di GHI 2024 inferiori a 5,0 e classificati collettivamente come 1–22.2 | Turchia                 | 11,4 | 6,5  | 5,4  | <5         |
| Punteggi di GHI 2024 inferiori a 5,0 e classificati collettivamente come 1–22.2 | Uruguay                 | 7,6  | 5,3  | <5   | <5         |
| Punteggi di GHI 2024 inferiori a 5,0 e classificati collettivamente come 1–22.2 | Uzbekistan              | 24,3 | 13,2 | 5,9  | <5         |
| Punteggi di GHI 2024 inferiori a 5,0 e classificati collettivamente come 1–22.2 | Emirati Arabi Uniti     | 5,1  | 6,3  | <5   | <5         |
| 23                                                                              | Armenia                 | 19,2 | 11,7 | 6,4  | 5,1        |
| 23                                                                              | Bulgaria                | 8,9  | 7,8  | 7,5  | 5,1        |
| 25                                                                              | Kazakistan              | 11,2 | 11,1 | 5,6  | 5,3        |
| 26                                                                              | Moldavia                | 17,6 | 14,7 | 6,1  | 5,6        |
| 26                                                                              | Mongolia                | 29,7 | 16,7 | 7,5  | 5,6        |
| 28                                                                              | Colombia                | 10,8 | 10,1 | 7,2  | 5,7        |
| 29                                                                              | Tunisia                 | 10,1 | 7,4  | 6,1  | 5,9        |
| 30                                                                              | Paraguay                | 11,5 | 7,5  | 5,0  | 6,0        |
| 31                                                                              | Messico                 | 10,1 | 9,7  | 6,6  | 6,1        |
| 32                                                                              | Azerbaigian             | 25,0 | 15,0 | 8,1  | 6,2        |
| 33                                                                              | Argentina               | 6,6  | 5,4  | 5,2  | 6,6        |
| 33                                                                              | Brasile                 | 11,7 | 6,7  | 5,5  | 6,6        |
| 35                                                                              | Algeria                 | 14,5 | 11,0 | 8,5  | 6,7        |
| 36                                                                              | Kirghizistan            | 17,2 | 12,9 | 8,6  | 6,8        |
| 37                                                                              | Arabia Saudita          | 12,7 | 10,8 | 9,4  | 6,9        |
| 38                                                                              | Iran                    | 13,7 | 9,1  | 8,0  | 7,4        |
| 38                                                                              | Perù                    | 21,1 | 13,7 | 7,6  | 7,4        |
| 40                                                                              | Giamaica                | 8,4  | 8,5  | 9,0  | 7,7        |
| 41                                                                              | Rep. Dominicana         | 15,0 | 13,8 | 8,3  | 7,8        |
| 42                                                                              | Albania                 | 16,0 | 15,5 | 6,2  | 7,9        |
| 43                                                                              | El Salvador             | 14,5 | 11,7 | 9,4  | 8,0        |
| 43                                                                              | Panama                  | 18,7 | 12,7 | 8,1  | 8,0        |
| 45                                                                              | Libano                  | 10,2 | 9,1  | 7,5  | 8,1        |
| 46                                                                              | Ucraina                 | 13,0 | 6,9  | 7,2  | 8,6        |
| 47                                                                              | Guyana                  | 17,0 | 14,9 | 10,7 | 9,1        |
| 48                                                                              | Capo Verde              | 14,7 | 11,7 | 11,3 | 9,2        |
| 48                                                                              | Marocco                 | 15,5 | 11,7 | 8,7  | 9,2        |
| 50                                                                              | Turkmenistan            | 20,2 | 14,4 | 10,5 | 9,5        |
| 51                                                                              | Oman                    | 15,2 | 11,5 | 11,9 | 9,9        |
| 52                                                                              | Thailandia              | 18,9 | 12,2 | 9,5  | 10,1       |
| 53                                                                              | Figi                    | 9,6  | 8,8  | 10,6 | 10,2       |
| 54                                                                              | Trinidad e Tobago       | 10,8 | 10,6 | 8,6  | 10,8       |
| 55                                                                              | Suriname                | 14,8 | 10,6 | 11,0 | 10,9       |
| 56                                                                              | Sri Lanka               | 21,7 | 17,6 | 15,0 | 11,3       |
| 56                                                                              | Vietnam                 | 26,1 | 20,1 | 14,4 | 11,3       |
| 58                                                                              | Ecuador                 | 19,3 | 17,8 | 11,8 | 11,6       |
| 59                                                                              | Giordania               | 10,5 | 7,5  | 7,8  | 12         |
| 60                                                                              | Sudafrica               | 18,0 | 16,9 | 14,0 | 12,5       |
| 61                                                                              | Malaysia                | 15,4 | 13,7 | 13,4 | 12,7       |
| 62                                                                              | Mauritius               | 15,4 | 13,9 | 13,4 | 12,8       |
| 63                                                                              | Egitto                  | 16,1 | 16,8 | 15,4 | 13,2       |
| 64                                                                              | Nicaragua               | 21,7 | 17,1 | 14,0 | 13,6       |
| 65                                                                              | Tagikistan              | 39,9 | 28,1 | 16,0 | 13,7       |
| 66                                                                              | Ghana                   | 28,5 | 22,2 | 16,7 | 13,9       |
| 67                                                                              | Filippine               | 24,9 | 18,9 | 17,9 | 14,4       |
| 68                                                                              | Cambogia                | 41,3 | 24,9 | 18,9 | 14,7       |
| 68                                                                              | Nepal                   | 37,1 | 29,2 | 21,2 | 14,7       |
| 70                                                                              | Iraq                    | 22,9 | 19,8 | 14,3 | 14,9       |
| 71                                                                              | Venezuela               | 14,3 | 8,7  | 14,4 | 15,1       |
| 72                                                                              | Senegal                 | 34,3 | 22,1 | 16,1 | 15,3       |
| 73                                                                              | Honduras                | 21,5 | 18,7 | 13,9 | 15,6       |
| 74                                                                              | eSwatini                | 24,8 | 24,9 | 19,6 | 15,7       |
| 74                                                                              | Birmania                | 40,2 | 29,9 | 17,1 | 15,7       |
| 76                                                                              | Bolivia                 | 27,0 | 21,2 | 14,3 | 16,8       |
| 77                                                                              | Indonesia               | 27,0 | 28,2 | 18,3 | 16,9       |
| 78                                                                              | Gabon                   | 21,0 | 19,2 | 16,7 | 17,4       |
| 79                                                                              | Camerun                 | 36,0 | 29,0 | 20,8 | 18,3       |
| 80                                                                              | Togo                    | 38,2 | 28,2 | 24,4 | 18,6       |
| 81                                                                              | Comore                  | 38,1 | 28,9 | 21,3 | 18,8       |
| 81                                                                              | Guatemala               | 28,5 | 24,0 | 20,1 | 18,8       |
| 83                                                                              | Libia                   | 14,2 | 12,9 | 19,3 | 19,2       |
| 84                                                                              | Bangladesh              | 33,8 | 30,6 | 24,7 | 19,4       |
| 84                                                                              | Isole Salomone          | 20,4 | 18,2 | 21,7 | 19,4       |
| 86                                                                              | Namibia                 | 26,5 | 27,5 | 20,6 | 19,7       |
| 87                                                                              | Laos                    | 44,2 | 30,3 | 21,2 | 19,8       |
| 88                                                                              | Gambia                  | 29,0 | 23,1 | 17,8 | 19,9       |
| 89                                                                              | Costa d'Avorio          | 33,1 | 35,2 | 21,5 | 20,6       |
| 90                                                                              | Botswana                | 27,5 | 26,3 | 21,4 | 20,7       |
| 91                                                                              | Mauritania              | 30,4 | 18,8 | 22,3 | 21,1       |
| 92                                                                              | Gibuti                  | 44,2 | 33,9 | 24,0 | 21,2       |
| 93                                                                              | Malawi                  | 43,0 | 28,1 | 22,8 | 21,9       |
| 94                                                                              | Tanzania                | 40,5 | 29,7 | 25,0 | 22,7       |
| 95                                                                              | Guinea                  | 40,1 | 31,5 | 28,2 | 23,2       |
| 96                                                                              | Rep. del Congo          | 34,9 | 32,2 | 26,8 | 24,0       |
| 96                                                                              | Mali                    | 41,9 | 31,8 | 24,7 | 24,0       |
| 98                                                                              | Burkina Faso            | 44,9 | 33,7 | 25,6 | 24,6       |
| 99                                                                              | Benin                   | 33,7 | 26,9 | 23,6 | 24,7       |
| 100                                                                             | Kenya                   | 36,3 | 29,0 | 24,0 | 25,0       |
| 101                                                                             | Ruanda                  | 49,6 | 36,4 | 28,6 | 25,2       |
| 102                                                                             | Etiopia                 | 53,4 | 37,8 | 26,2 | 26,2       |
| 103                                                                             | Angola                  | 63,8 | 42,7 | 25,9 | 26,6       |
| 104                                                                             | Timor Est               | –    | 44,8 | 29,4 | 27,0       |
| 105                                                                             | India                   | 38,4 | 35,2 | 29,3 | 27,3       |
| 105                                                                             | Uganda                  | 36,1 | 28,5 | 30,3 | 27,3       |
| 107                                                                             | Mozambico               | 48,3 | 35,6 | 38,5 | 27,5       |
| 108                                                                             | Zimbabwe                | 35,3 | 29,9 | 28,5 | 27,6       |
| 109                                                                             | Pakistan                | 36,6 | 31,4 | 24,6 | 27,6       |
| 110                                                                             | Nigeria                 | 39,5 | 30,7 | 30,6 | 28,8       |
| 110                                                                             | Papua Nuova Guinea      | 33,7 | 32,8 | 30,0 | 28,8       |
| 110                                                                             | Sudan                   | –    | –    | 28,3 | 28,8       |
| 113                                                                             | Siria                   | 13,9 | 16,9 | 25,9 | 30,3       |
| 114                                                                             | Guinea-Bissau           | 37,6 | 29,6 | 30,2 | 30,5       |
| 115                                                                             | Zambia                  | 53,1 | 41,3 | 32,6 | 30,7       |
| 116                                                                             | Afghanistan             | 49,6 | 35,7 | 27,1 | 30,8       |
| 117                                                                             | Sierra Leone            | 57,2 | 45,2 | 32,8 | 31,2       |
| 118                                                                             | Corea del Nord          | 43,7 | 30,5 | 26,2 | 31,4       |
| 119                                                                             | Rep. Centrafricana      | 48,0 | 43,5 | 32,6 | 31,5       |
| 120                                                                             | Liberia                 | 48,0 | 36,6 | 32,3 | 31,9       |
| 121                                                                             | Niger                   | 53,1 | 39,6 | 32,8 | 34,1       |
| 122                                                                             | Haiti                   | 39,8 | 39,8 | 30,0 | 34,3       |
| 123                                                                             | RD del Congo            | 47,2 | 41,2 | 36,2 | 34,9       |
| *                                                                               | Lesotho                 | –    | –    | –    | 20-34,9*   |
| 124                                                                             | Madagascar              | 42,3 | 36,6 | 33,2 | 36,3       |
| 125                                                                             | Ciad                    | 50,5 | 44,8 | 38,8 | 36,4       |
| 126                                                                             | Yemen                   | 41,6 | 36,8 | 39,6 | 41,2       |
| 127                                                                             | Somalia                 | 63,3 | 59,0 | 49,8 | 44,1       |
| *                                                                               | Burundi e Sudan del Sud | –    | –    | –    | 35 - 49,9* |

Nota: per il rapporto GHI 2024 sono stati valutati i dati di 136 Paesi. Di questi, i dati erano sufficienti per calcolare i punteggi di GHI 2024 e classificare 127 Paesi (a titolo di confronto, 125 Paesi sono stati classificati nel rapporto 2023).
1)     Classificati in base ai punteggi di GHI 2024. I Paesi che hanno punteggi identici nel 2024 sono classificati allo stesso modo (ad esempio, Armenia e Bulgaria sono entrambi al 23° posto).
2)     Ai 22 Paesi con punteggi di GHI 2024 inferiori a 5 non è stato assegnato un posizionamento individuale, ma sono stati classificati collettivamente da 1 a 22. Le differenze tra i loro punteggi sono minime.
— = I dati non sono disponibili o non sono stati presentati. Alcuni Paesi non esistevano nei loro confini attuali in un determinato anno o periodo di riferimento.
* Per 9 Paesi, non è stato possibile calcolare i punteggi individuali e non e stato possibile determinare le classifiche a causa della mancanza di dati. Dove possibile, questi Paesi sono stati provvisoriamente designati per gravità: 1 come grave e 2 come allarmanti. Per 6 Paesi, non è stato possibile stabilire una designazione provvisoria.

## Focus rapporto GHI 2024 - Come la giustizia di genere può contribuire alla resilienza climatica e all'obiettivo Fame Zero[1]

### La fame rimanegraveoallarmantein 42 Paesi
La fame è ancora considerata allarmante in 6 Paesi è grave in 36. In 22 Paesi con punteggi di GHI 2024 moderati, gravi o allarmanti, la fame è aumentata rispetto al 2016. In 20 Paesi con punteggi di GHI 2024 moderati, gravi o allarmanti, i progressi si sono in gran parte arenati: i punteggi del 2024 sono diminuiti di meno del 5 per cento rispetto a quelli del 2016. In 5 Paesi con punteggi di GHI 2024 moderati, gravi o allarmanti – Figi, Giordania, Libia, Siria e Venezuela – i punteggi di GHI 2024 sono addirittura peggiori di quelli del 2000.
Al ritmo attuale almeno 64 Paesi non raggiungeranno un livello di fame basso, tanto meno l’obiettivo Fame Zero, entro il 2030. Se i progressi si dovessero registrare al ritmo osservato a partire dal punteggio di GHI 2016, la fame potrebbe non raggiungere un livello basso prima del 2160.

### Crisi interconnesse
I risultati del GHI 2024 riflettono un sovrapporsi di problemi che hanno colpito più duramente i Paesi e le popolazioni più povere del mondo, amplificando le disuguaglianze strutturali. Queste problematiche includono i conflitti armati su larga scala, gli effetti sempre più gravi dei cambiamenti climatici, un aumento dei prezzi dei prodotti alimentari nazionali, le perturbazioni dei mercati, la crescita del peso del debito tra i Paesi a basso e medio reddito, la disuguaglianza di reddito e la recessione economica.
Le guerre hanno materializzato lo spettro della carestia. Le guerre a Gaza e in Sudan hanno provocato delle crisi alimentari eccezionali. Conflitti e disordini civili stanno generando crisi alimentari anche altrove, come ad esempio in Repubblica Democratica del Congo, Haiti, Mali e Siria.
Il diritto al cibo è largamente disatteso e non applicato. Nonostante la comunità internazionale abbia ripetutamente sottolineato l'importanza del diritto a un'alimentazione adeguata, persiste una preoccupante disparità tra gli standard stabiliti e la realtà: in molte parti del mondo, infatti, il diritto all'alimentazione viene palesemente ignorato. 

### Giustizia di genere, resilienza climatica e sicurezza alimentare e nutrizionale
Il report GHI 2023 approfondisce l’importanza di affrontare la disuguaglianza di genere per raggiungere la resilienza climatica e l’obiettivo Fame Zero. Emerge che la giustizia di genere, essenziale per un futuro equo e sostenibile, si basa su riconoscimento (modifica delle norme di genere discriminatorie), ridistribuzione (assegnazione di risorse e opportunità per correggere le disuguaglianze di genere) e rappresentanza (ridurre il divario di genere nella partecipazione delle donne alla politica e nei processi decisionali): per ottenere un cambiamento reale, è cruciale garantire alle donne l’accesso alle risorse e affrontare le disuguaglianze strutturali come le dinamiche di classe e il controllo delle imprese sui sistemi produttivi.

## Focus rapporto GHI 2023 - I giovani hanno il potere di trasformare i sistemi alimentari[18]

### La fame rimane grave o allarmante in 43 Paesi
Secondo il GHI 2023, 9 Paesi presentano livelli di fame allarmanti: Burundi, Lesotho, Madagascar, Niger, Repubblica Centrafricana, Repubblica Democratica del Congo, Somalia, Sud Sudan e Yemen. In altri 34 Paesi la fame è considerata grave. Negli ultimi anni la situazione è peggiorata in varie zone: al ritmo attuale, secondo le stime del GHI, 58 Paesi non riusciranno a raggiungere un livello di fame basso entro il 2030.

### La lotta alla fame è ostacolata da un sovrapporsi di crisi
Una serie di crisi sovrapposte, tra cui le conseguenze della pandemia di COVID-19, la guerra in Ucraina, i numerosi conflitti violenti e le catastrofi climatiche in varie parti del mondo, hanno spinto alcuni Paesi in una situazione di crisi alimentare, mentre altri hanno dimostrato una maggiore resilienza. I Paesi a basso e medio reddito, che tendono a essere più esposti alle crisi, sono stati colpiti più duramente rispetto a quelli ad alto reddito.
Secondo le previsioni, nei prossimi anni il mondo dovrà affrontare un numero crescente di shock, provocati soprattutto dai cambiamenti climatici. L’efficacia della preparazione e della capacità di risposta alle catastrofi è destinata quindi a diventare sempre più centrale dal punto di vista della sicurezza alimentare.

### L'importanza del coinvolgimento dei giovani
In questo scenario c’è una categoria che viene colpita in modo particolarmente sproporzionato, quella dei giovani, soprattutto nei Paesi a basso e medio reddito. Nonostante i giovani siano coloro che erediteranno dei sistemi alimentari che non possono soddisfare le esigenze della popolazione mondiale e del pianeta, la loro partecipazione alle decisioni che influenzeranno il loro futuro è limitata.
I Governi devono coinvolgere in modo concreto i giovani, investire nelle loro capacità di plasmare i sistemi alimentari a lungo termine e riflettere le aspirazioni giovanili ad un futuro giusto, sostenibile e sicuro dal punto di vista alimentare e nutrizionale.

## Focus rapporto GHI 2022 - Trasformazione dei sistemi locali egovernancelocale[17]
Dopo anni di progressi, l’insicurezza alimentare nel mondo è tornata ad aumentare. Il perdurare di conflitti, gli effetti del cambiamento climatico e la morsa della pandemia di COVID-19 hanno riportato sulla soglia della fame 828 milioni di persone nel mondo, di cui 150 milioni di persone in più solo tra il 2019 ed il 2021. Nel complesso, quasi una persona su tre nel mondo (l’ONU stima circa 2,3 miliardi di persone) era già in stato di insicurezza alimentare moderata o acuta nel 2021. Con questa tendenza, non sarebbe possibile raggiungere l’Obiettivo di Sviluppo Sostenibile sulla sicurezza alimentare (SDG 2) dell’Agenda 2030 delle Nazioni Unite. Invertire la rotta per raggiungere l’obiettivo Fame Zero entro il 2030 è un imperativo necessario ed urgente e resta una delle priorità dell’Italia alle Nazioni Unite e nel mondo.

### Lo stato della fame nel mondo
L’Indice Globale della Fame (GHI) 2022 quest’anno ha misurato a livello mondiale un valore di 18,2 – moderato (17,9 nel 2021). Il dato si mostra in leggero calo rispetto a 19,1 del 2014, ma anche in rallentamento rispetto al passato: il punteggio nel 2000 era 28, nel 2007 era 24,3. L’indicatore di maggiore impatto è rappresentato dalla denutrizione, dato che mostra un’inversione di tendenza dopo oltre un decennio di progressi. In continuità con il passato, si rileva che 46 Paesi non raggiungeranno entro il 2030 un livello di fame basso e che anche più in generale il dato mondiale non sarà più positivo. Attualmente sono 44 le nazioni con livelli di fame gravi o allarmanti e, tra quelle con fame di categoria moderata, grave o allarmante, 20 hanno punteggi GHI più alti di quelli del 2014.
Rispetto al 2014 la fame è aumentata in 20 Paesi di varie regioni del mondo, raggiungendo un livello moderato, grave o allarmante. L’incremento più deciso è del Venezuela, dove la fame è passata da 8,1 punti (bassa) del 2014 a 19,9 nel 2022 (tra moderata e grave). Secondo le conclusioni del GHI 2022, in 9 Paesi la fame è ora allarmante (tra cui Repubblica Centrafricana, Ciad, Repubblica Democratica del Congo, Madagascar e Yemen) e in 35 grave. In Etiopia, Somalia e Kenya, una delle peggiori siccità degli ultimi quarant’anni sta mettendo a rischio la vita di milioni di persone: 18,4 milioni di abitanti nel giugno di quest’anno vivevano una grave insicurezza alimentare (UN OCHA 2022). In particolare, in Somalia, si prevede che, entro la fine dell’anno, 1,5 milioni di bambini (il 45% del totale) soffriranno la malnutrizione acuta, di cui 386.400 di tipo grave, e che, entro settembre, 2,1 milioni di abitanti si troveranno in stato di emergenza alimentare e 213.000 in stato di carestia.
Il Paese con il punteggio GHI peggiore è lo Yemen con 45,1 (allarmante), a causa del conflitto interno iniziato nel 2015 e delle conseguenze della guerra in Ucraina, tra cui le difficoltà di approvvigionamento alimentare. Segue la Repubblica Centrafricana con 44 (allarmante), dove il 52,2% della popolazione è denutrito, dato più alto del mondo per il 2022, e la mortalità infantile è al 10,3%. Si registra indice 38,7 (allarmante) in Madagascar, dove, nel biennio 2019-2021, il 48,5% della popolazione era denutrito e nel 2021 il tasso di arresto della crescita infantile riguardava il 39,8%, con il 5% di mortalità sotto i 5 anni.

### All'origine della fame
Ad aggravare il quadro incidono le conseguenze di cambiamenti climatici, guerre e pandemia. Il cambiamento climatico causato dalle attività antropiche sta provocando eventi meteorologici estremi sempre più frequenti e intensi, riducendo la disponibilità di cibo e acqua. Negli ultimi mesi si sono susseguiti forti alluvioni in Pakistan che hanno sommerso un terzo del Paese e ucciso almeno 1.300 persone, un supertifone in Giappone che ha costretto 9 milioni di persone a evacuare le loro case, un’anomala ondata di caldo che in Cina, Europa e Usa ha prosciugato i fiumi e provocato incendi boschivi. Secondo le proiezioni, i cambiamenti climatici rappresenteranno l’ostacolo chiave al raggiungimento dell’obiettivo 2 dei Sustainable Development Goals, finalizzato a porre fine alla fame nel mondo entro il 2030.
Anche i conflitti armati, che ugualmente contribuiscono all’insicurezza alimentare, sono aumentati. Su 193 milioni di persone esposte a conflitti, 139 milioni hanno vissuto condizioni di insicurezza alimentare (FSIN e GNAFC 2022). Ai conflitti in corso, molti dei quali complessi, prolungati e spesso trascurati dall’occidente, si aggiunge quello in Ucraina, caratterizzato da un forte impatto su forniture alimentari e prezzi, oltre che da un forte legame tra guerra e fame.

### Trasformazione dei sistemi locali egovernancelocale
Gli aumenti straordinari dei prezzi del cibo, causati anche dall’inadeguatezza dei sistemi alimentari sul contrasto alla fame (+13% da febbraio a marzo 2022 e +33% da marzo 2021 - FAO 2022b) gravano soprattutto sulle famiglie povere e possono innescare ulteriori disordini e guerre, alimentando il ciclo di fame e conflitti.
Anche la pandemia di Covid-19, insieme alla recessione economica, ha inciso sull’aumento dei prezzi nei Paesi a basso e medio reddito. Si stima che nel 2021 le persone in povertà estrema siano state 85 milioni in più rispetto al periodo pre-pandemia, mentre in 17 Paesi a basso e medio reddito sono calate qualità e quantità del cibo a disposizione.

### Raccomandazioni
Un susseguirsi di crisi mondiali sta mettendo a rischio le vite e i mezzi di sussistenza di milioni di persone. L’Indice Globale della Fame 2022 evidenzia il numero scandaloso di Paesi con livelli di fame allarmanti e allo stesso tempo sottolinea l’inversione di rotta di intere aree in cui decenni di progressi nella lotta alla fame si stanno sgretolando.
Queste raccomandazioni indicano la necessità di rispondere alle emergenze attuali e trasformare al contempo i sistemi alimentari per renderli più equi, inclusivi, sostenibili e resilienti, e quindi in grado di scongiurare crisi future.
Le raccomandazioni dell'Indice Globale della Fame 2022 sono:
1. Gli sforzi per trasformare i sistemi alimentari devono incentrarsi sulla governance inclusiva e la responsabilizzazione
2. Garantire la partecipazione, l’azione e la supervisione dei cittadini e prendere in considerazione il contesto locale.
3. Aumentare le risorse per rispondere ai bisogni umanitari più urgenti, rafforzando al contempo la resilienza dei sistemi alimentari alle crisi.

## Focus rapporto GHI 2021 - Fame e sistemi alimentari in contesti di conflitto
Conflitti, pandemia e cambiamento climatico rischiano di cancellare i seppur lenti progressi compiuti negli ultimi anni verso l'obiettivo "Fame Zero", delineato nell'Agenda 2030 delle Nazioni Unite. Dopo anni di declino, nel 2020 la percentuale di popolazione denutrita nel mondo è tornata a salire: sono 155 milioni le persone in stato di insicurezza alimentare acuta, 20 milioni in più rispetto al 2019. La lotta alla fame nel mondo registra di conseguenza una battuta d'arresto. Secondo l'Indice Globale della Fame 2021, in 47 Paesi in particolare la fame resta eccezionalmente elevata e con scarse di possibilità di ridurla a livelli bassi entro la fine del decennio.
I progressi sul fronte della lotta alla fame arrancano, Se fra il 2006 e il 2012 il punteggio mondiale di GHI è sceso di 4,7 punti, negli ultimi nove anni è diminuito di soli 2,5 punti.
I conflitti armati, sempre più numerosi e prolungati, rappresentano la principale causa della fame nel mondo. Nel 2020, i conflitti attivi erano 169 e otto dei dieci Paesi con livelli di fame allarmanti o estremamente allarmanti coincidono con Paesi dilaniati da guerre e conflitti interni: dalla Repubblica Democratica del Congo alla Nigeria, dal Sud Sudan alla Siria fino a Yemen e Somalia. Fame e guerra sono legate a doppio filo.
Sebbene non siano ancora pienamente apprezzabili gli effetti della pandemia sull'aumento della fame, ad oggi emerge però che lo shock economico che ne è derivato ha pregiudicato la sicurezza alimentare. Si stima che il numero di persone in condizioni di insicurezza alimentare acuta sia infatti aumentato di quasi 20 milioni nel 2020 rispetto all'anno precedente.
Una delle conclusioni del GHI 2021 è che l’inclusione di un’ottica di costruzione della pace nella creazione di sistemi alimentari resilienti e di un’ottica di sicurezza alimentare nella costruzione della pace può contribuire a promuovere sia una sicurezza alimentare e nutrizionale sostenibile che una pace duratura.

## Focus rapporto GHI 2020 - 10 anni all’Obiettivo Fame Zero: collegare salute e sistemi alimentari sostenibili
Gli eventi del 2020 stanno mettendo a nudo molte delle vulnerabilità del sistema alimentare mondiale in modi che stanno diventando impossibili da ignorare. Tuttavia, adottando un approccio integrato alla salute e alla sicurezza alimentare e nutrizionale, potrebbe essere ancora possibile raggiungere la Fame Zero entro il 2030. Un approccio One Health, che si basa sul riconoscimento delle interconnessioni tra gli esseri umani, gli animali, le piante e il loro ambiente condiviso, nonché sull’importanza di relazioni commerciali eque, affronterebbe le varie crisi che affrontiamo in modo olistico e contribuirebbe a prevenire future crisi sanitarie, a ripristinare un pianeta sano e a porre fine alla fame.
L’approccio One Health mette a fuoco una serie di punti deboli: la fragilità dei sistemi alimentari globalizzati; lo scarso investimento negli agricoltori locali, associazioni di agricoltori e catene del valore orientate ai piccoli proprietari terrieri; l'aumento dei tassi di malattie non trasmissibili legate all'alimentazione; le risposte alle emergenze che disturbano i sistemi alimentari locali; il pesante costo ambientale dei sistemi alimentari, l'inadeguata protezione sociale per gran parte della popolazione mondiale; l'ingiusta governance alimentare globale, comprese le ingiuste politiche commerciali e di aiuto; e la mancanza di una proprietà fondiaria sicura, che si traduce in insicurezza alimentare per le comunità rurali, le popolazioni indigene, le donne e i gruppi emarginati.
Per garantire il diritto a un'alimentazione adeguata e nutriente per tutti e raggiungere la Fame Zero entro il 2030, dobbiamo affrontare la salute e la sicurezza alimentare e nutrizionale in un modo che consideri la salute umana, animale e ambientale e le relazioni commerciali eque in modo olistico.
Le istituzioni multilaterali, i governi, le comunità e gli individui devono intraprendere una serie di azioni a breve e lungo termine, tra cui sostenere la produzione e la fornitura di cibo, garantire misure di protezione sociale, rafforzare le catene di approvvigionamento alimentare regionali, rivedere il cibo, la salute e i sistemi economici attraverso le lenti di One Health per tracciare un percorso di recupero ambientale, e lavorare per un'economia alimentare circolare che ricicli sostanze nutritive e materiali, rigeneri i sistemi naturali ed elimini gli sprechi e l'inquinamento.

## Focus rapporto GHI 2019 - La sfida della fame e del cambiamento climatico
Il rapporto GHI del 2019 rileva che il cambiamento climatico sta rendendo sempre più difficile nutrire la popolazione umana in modo adeguato e sostenibile. Il cambiamento climatico ha impatti negativi diretti
e indiretti sulla sicurezza alimentare e sulla fame attraverso cambiamenti nella produzione e disponibilità di cibo, nell'accesso, nella qualità, nell'utilizzo e nella stabilità dei sistemi alimentari.
Inoltre, il cambiamento climatico può contribuire ai conflitti, specialmente nelle regioni vulnerabili e a rischio di insicurezza alimentare, creando una doppia vulnerabilità per le comunità: fardello che va ben oltre la loro capacità di far fronte agli shock.
Il cambiamento climatico solleva quattro disuguaglianze chiave collegate al nesso tra cambiamento climatico e sicurezza alimentare: 1. il grado di responsabilità nel causare il cambiamento climatico; 2. gli impatti intergenerazionali del cambiamento climatico; 3. gli impatti del cambiamento climatico sulle persone più povere del Sud del mondo; 4. la capacità di affrontare gli impatti del cambiamento climatico.
Le azioni attuali sono inadeguate all'entità della minaccia che il cambiamento climatico rappresenta per la sicurezza alimentare. La trasformazione - un cambiamento fondamentale delle caratteristiche profonde dei sistemi umani e naturali - è ora riconosciuta come centrale nei percorsi di resilienza e contrasto al cambiamento climatico per raggiungere la Fame Zero. I valori e i comportamenti individuali e collettivi devono spingere verso la sostenibilità e un più giusto equilibrio del potere politico, culturale e istituzionale nella società.

## Focus rapporto GHI 2018 - Migrazione forzata e fame
Il saggio del GHI 2018 esamina i rapporti tra fame forzata e fame, due sfide interconnesse che colpiscono alcune delle regioni più povere e segnate dai conflitti del mondo. A livello globale si stima che vi siano 68,5 milioni di sfollati, di cui 40 milioni di sfollati interni, 25,4 milioni di rifugiati e 3,1 milioni di richiedenti asilo. Per queste persone, la fame può essere sia una causa che una conseguenza della migrazione forzata. L'aiuto agli sfollati in condizioni di insicurezza alimentare deve essere rafforzato in quattro settori chiave:
- Riconoscere e affrontare fame e sfollamento come problemi politici;
- Adottare approcci più olistici ai contesti di sfollamento protratto, orientando il supporto allo sviluppo;
- Fornire aiuto agli sfollati nelle loro regioni di origine;
- Riconoscere che la resilienza degli sfollati non è mai del tutto assente e dovrebbe costituire il punto di partenza per fornire sostegno.

L'Indice Globale della Fame 2018 offre delle raccomandazioni per fornire una risposta più efficace e olistica alla migrazione forzata e alla fame. Tra queste c'è l'invito a concentrare le risorse su quei paesi e gruppi di persone che richiedono più supporto, a fornire soluzioni di lungo periodo per gli sfollati e ad aumentare gli impegni e le responsabilità a livello internazionale.

## Focus rapporto GHI 2017 - Le disuguaglianze della fame
Il 2017 evidenzia l'irregolarità dei progressi registrati nel ridurre la fame nel mondo e come le disuguaglianze in termini di potere siano alla base di una nutrizione ineguale.
Per raggiungere lo scopo ultimo degli Obiettivi di Sviluppo Sostenibile delle Nazioni Unite – "Non lasciare indietro nessuno" –, è necessario un approccio alla fame e alla malnutrizione che sia più attento nel recepirne la distribuzione irregolare, e più vigile nel riconoscere le disuguaglianze di potere che intensificano gli effetti che povertà e marginalizzazione hanno sulla malnutrizione. Il rapporto sottolinea l'importanza di utilizzare analisi per dare un nome a tutte quelle forme di potere che mantengono le persone affamate e malnutrite; l'importanza di progettare interventi strategicamente localizzati dove viene esercitato il potere; la necessità di rafforzare il potere di chi è affamato e malnutrito per sfidare e resistere alla perdita di controllo sul cibo di cui si nutrono.

## Focus rapporto GHI 2016 - Obiettivo Fame Zero
Anche se secondo l’Indice Globale della Fame 2016 la comunità internazionale non è ancora sulla strada giusta per realizzare il secondo Obiettivo di Sviluppo Sostenibile delle Nazioni Unite, si registra un declino del 29% dal 2000 del tasso di fame globale – segno che un preciso impegno politico può far sì che l’obiettivo sia realistico e raggiungibile. Grazie alle riflessioni di David Nabarro, Consigliere Speciale del Segretario Generale delle Nazioni Unite sull’Agenda 2030 per lo Sviluppo Sostenibile e i Cambiamenti Climatici, il GHI 2016 ci offre degli spunti teorici e pratici su come la cornice degli obiettivi di sviluppo sostenibile ci aiuterà a sconfiggere la fame nel mondo attraverso un piano trasformativo e inclusivo che integra approcci nuovi e innovativi, che mettano insieme attori diversi pronti a schierarsi per l’obiettivo comune di eliminare la povertà e la fame.

## Focus rapporto GHI 2015 - I conflitti armati e la sfida della fame
Il capitolo sulla relazione tra fame e conflitti mostra che il periodo in cui le grandi carestie causavano più di un milione di morti è finalmente finito. In ogni caso, c'è una chiara connessione tra conflitti armati e fame. La maggior parte dei paesi con i peggiori punteggi del 2015 hanno vissuto o vivono attualmente delle situazioni di conflitto. Comunque, la fame esiste anche in assenza di conflitti, come mostrano molti paesi in Asia Meridionale e Africa.
La diminuzione delle guerre è però in fase di stallo. A meno che i conflitti armati vengano ridotti o eliminati, ci sono poche speranze per vincere la fame.

## Focus rapporto GHI 2014 - La sfida alla fame nascosta
La fame nascosta è una forma di sottonutrizione che si verifica quando l'assunzione e l'assorbimento di vitamine e minerali/microelementi (come zinco, iodio e ferro) sono troppo bassi per garantire buone condizioni di salute e di sviluppo. Tra i fattori che contribuiscono alla carenza di micronutrienti troviamo: cattiva alimentazione, aumento delle esigenze di micronutrienti durante fasi specifiche della vita, come la gravidanza, e problemi di salute come malattie, infezioni o parassiti che si possono propagare in ambienti insalubri con scarse condizioni igienico-sanitarie. In situazioni non di emergenza, la povertà è il fattore principale che limita l'accesso a cibo adeguato e nutriente. In più, i Paesi in via di sviluppo si stanno spostando da una dieta basata su cibi poco processati ad una basata su cibi e bevande molto processati, ricchi di energia ma poveri in micronutrienti.
Più di 2 miliardi di persone in tutto il mondo soffrono la fame nascosta. I suoi effetti possono essere devastanti, e portare al ritardo mentale, compromettere la salute, diminuire la produttività e persino causare la morte. I suoi effetti sono particolarmente acuti durante i primi 1.000 giorni, dal concepimento ai 2 anni di vita del bambino, e avere gravi conseguenze fisiche e cognitive. Oltre a inficiare la salute umana, la fame nascosta può impedire anche lo sviluppo socioeconomico, soprattutto in Paesi a basso e medio reddito.
Le carenze di vitamine e minerali incidono significativamente sulle persone e le società colpite, sia in termini di costi sanitari che di perdita di capitale umano e riduzione della produttività economica. La fame nascosta compromette la crescita e l'apprendimento, limita la produttività e perpetua il ciclo continuo della povertà. Le perdite di produttività economica dovute a carenze di macronutrienti o micronutrienti si aggirano intorno ai 2 miliardi di dollari l'anno.
Una delle strategie più efficaci per prevenire in modo sostenibile la fame nascosta consiste nel diversificare la dieta. Una dieta sana contiene un buon equilibrio e una buona combinazione di macronutrienti (carboidrati, grassi, e proteine); micronutrienti essenziali; e altre sostanze come le fibre. Tra i modi efficaci per diversificare la dieta vi sono la promozione degli orti domestici, il cambiamento delle abitudini di nutrizione dei bambini più piccoli, la fortificazione, che aumenta le quantità di micronutrienti presenti negli alimenti durante la trasformazione industriale; l'uso di integratori; e il bio-arricchimento.

## Focus rapporto GHI 2013 - La resilienza comunitaria per la sicurezza alimentare e nutrizionale
Molti dei Paesi in cui il livello di fame è allarmante o estremamente allarmante sono particolarmente vulnerabili alle crisi: nel Sahel africano, le popolazioni sono annualmente vittime della siccità, e devono affrontare conflitti violenti e calamità naturali in un contesto globale che diventa sempre più volatile (crisi economiche e finanziarie, crisi dei prezzi alimentari).
L'incapacità di affrontare queste crisi ha messo in discussione il successo finale di molti programmi di sviluppo. Le popolazioni hanno ancora meno risorse per resistere alle successive crisi. 2,6 miliardi di persone nel mondo vivono con meno di 2 dollari americani al giorno. Per loro, una malattia in famiglia, un mancato raccolto dovuto alla siccità o l'interruzione dell'invio di denaro da parte di parenti che vivono all'estero può innescare una spirale negativa da cui non possono uscire da soli.
Non è quindi sufficiente supportare le popolazioni durante le emergenze e, una volta che l'emergenza è passata, iniziare programmi di sviluppo a lungo termine. Al contrario, emergenza e assistenza per lo sviluppo devono essere concettualizzate in modo tale da aumentare la resilienza delle popolazioni agli shock.
L'Indice Globale della Fame individua tre strategie di adattamento. Minore è l'intensità dello shock, minore è l'entità di risorse che devono essere usate per affrontarne le conseguenze:
- Assorbimento: capacità o risorse usate per ridurre l'impatto di una crisi senza cambiare lo stile di vita (es. vendere del bestiame)
- Adattamento: Una volta che la capacità di assorbimento è esaurita, vengono intraprese delle azioni per adattare lo stile di vita alla situazione senza però attuare cambiamenti drastici (es. usare dei semi resistenti alla siccità)
- Trasformazione: se le capacità di adattamento non sono sufficienti per affrontare l'impatto negativo di una crisi, vengono intrapresi cambiamenti più profondi e a lungo termine del comportamento e dello stile di vita (es. i membri di tribù nomadi diventano agricoltori sedentari perché non possono tenere il proprio bestiame)

A partire da questa analisi, gli autori presentano diverse raccomandazioni strategiche:
- Superare le barriere istituzionali, finanziarie e concettuali tra i settori dell'aiuto umanitario e dello sviluppo
- Eliminare le politiche che indeboliscono la resilienza delle popolazioni. Usare il Diritto al Cibo come base per lo sviluppo di nuove politiche.
- Implementare programmi pluriennali flessibili, che siano finanziati in modo da consentire approcci multi-settoriali alle crisi alimentari croniche.
- Comunicare che migliorare la resilienza è vantaggioso dal punto di vista economico e migliora la sicurezza alimentare e nutrizionale, specialmente nei contesti fragili.
- Monitorare e valutare da un punto di vista scientifico le misure e i programmi che hanno l'obiettivo di aumentare la resilienza.
- Coinvolgere attivamente le popolazioni locali nella pianificazione e nell'implementazione di programmi mirati alla resilienza.
- Migliorare la nutrizione delle madri e dei figli attraverso interventi nutrizionali specifici per evitare che le crisi a breve termine portino a problemi legati alla nutrizione più avanti nella vita o nelle future generazioni.

## Focus rapporto GHI 2012 - Garantire la sicurezza alimentare in un contesto di scarsità di terra, acqua ed energia
La fame è sempre più legata al modo in cui vengono usate le risorse agricole, idriche ed energetiche. La crescente scarsità di queste risorse mette sempre più sotto pressione la sicurezza alimentare. Molti fattori contribuiscono alla crescente scarsità di risorse naturali:
1. Cambio Demografico: considerati gli attuali trend, la popolazione mondiale supererà i 9 miliardi di persone entro il 2050. Inoltre, sempre più persone vivono in aree urbane. La popolazione urbana si nutre in modo diverso dalla popolazione delle aree rurali, consumando meno cibi di base e più carne e latticini.
2. Maggiore reddito e uso insostenibile delle risorse: con la crescita dell'economia globale, le persone più abbienti consumano più cibo che richiede molta più acqua ed energia per essere prodotto. Si possono permettere di non essere efficienti nel loro uso di risorse.
3. Politiche inadeguate e istituzioni deboli: quando le politiche, come quelle sull'energia, non sono testate per le conseguenze che hanno sulla disponibilità di acqua e terra, possono non portare benefici. Un esempio sono le politiche sui biocarburanti dei Paesi industrializzati: visto che mais e zucchero vengono usati per produrre biocarburante, ci sono meno terra e acqua disponibili per produrre il cibo.

I segnali di una crescente scarsità di risorse agricole, idriche ed energetiche sono: l'aumento dei prezzi dell'energia e del cibo, il massiccio incremento di investimenti su larga scala sulla terra arabile (il cosiddetto land grabbing), l'incremento della degradazione della terra arabile causato da uno sfruttamento eccessivo (ad es., la crescente desertificazione), l'incremento del numero di persone che vivono in regioni con scarsa disponibilità idrica e la perdita di terra arabile causata dal cambiamento climatico. L'analisi delle condizioni globali ha portato gli autori del GHI 2012 a formulare le seguenti raccomandazioni strategiche sull'importanza di:
- Garantire i diritti alla terra e all'acqua
- Mettere gradualmente fine ai sussidi non necessari
- Creare una cornice di riferimento macro-economica positiva
- Investire nello sviluppo di tecnologie agricole che promuovano un uso efficace di terra, acqua ed energia
- Supportare gli approcci che favoriscono un uso più efficiente ed efficace di suolo, energia e acqua lungo tutta la catena del valore
- Prevenire e combattere lo sfruttamento eccessivo delle risorse naturali attraverso strategie di monitoraggio di acqua, terra ed energia e dei sistemi agricoli
- Aumentare l'accesso delle donne all'istruzione e della salute riproduttiva, in modo tale da affrontare il cambiamento demografico
- Aumentare i redditi e diminuire le disuguaglianze economiche e sociali e promuovere stili di vita sostenibili
- Mitigare gli effetti del cambiamento climatico e l'adattamento ad esso attraverso un ri-orientamento dell'agricoltura.

## Focus rapporto GHI 2011 - Impennate e volatilità dei prezzi alimentari
Il GHI 2011 analizza gli elevati e instabili prezzi alimentari, individuando tre fattori chiave per l'aumento dei prezzi dei prodotti agricoli e della loro volatilità. L'aumento delle contrattazioni sui futures, contratti a termine delle materie prime (in cui rientrano i prodotti alimentari), che sono passate negli ultimi anni da meno di un milioni al mese a svariati milioni. L'espansione della produzione (specie di mais) destinata alla produzione di biocarburanti e così sottratta all'alimentazione umana ed animale. Le crescenti condizioni meteorologiche che estreme causate dal cambiamento climatico che danneggiano i raccolti, penalizzano gli agricoltori e condizionano i mercati locali ed internazionali spesso privi di informazioni tempestive sulle riserve alimentari disponibili nei momenti critici. Il rapporto avanza alcune raccomandazioni per limitare la volatilità e la crescita dei prezzi:
- Ridurre le politiche distorsive basate su sovvenzioni alla produzione di biocarburanti;
- Incentivare l'uso di biocarburanti derivati da prodotti di scarto;
- Migliorare l'informazione commerciale, scoraggiando gli speculatori con regole più severe, limitando le deroghe;
- Riprendere la discussione per un accordo internazionale sul clima dopo l'accordo di Kyoto
- Migliorare le assicurazioni agricole e le politiche energetiche di basso impatto;
- Investire nelle produzioni locali, evitando restrizioni alle esportazioni;
- Varare una politica di maggiore informazione sulle riserve mondiali sulla base delle proposte del G20 (AMIS: Agriculture Market Information System);

Infine il rapporto propone di rafforzare la resilienza dei poveri attraverso:
- Una migliore preparazione alle emergenze;
- Il sostegno ad una agricoltura adattabile al clima:
- L'ampliamento delle entrate non agricole dei poveri;
- Il rafforzamento dei sistemi di base: acqua, sanità, istruzione, igiene;
- La creazione di reti di protezione sociale.

## Focus rapporto GHI 2010 - Malnutrizione nella prima infanzia
La malnutrizione tra i bambini ha assunto proporzioni allarmanti: nei Paesi in via di sviluppo sono oltre 195 milioni - circa 1/3 del numero totale - i bambini sotto i 5 anni che soffrono di uno sviluppo fisico non adeguato per la loro età. Quasi un quarto dei bambini sotto i 5 anni - 129 milioni - è sottopeso e 1/10 è gravemente sottopeso.
Il problema della malnutrizione infantile non è distribuito uniformemente in tutto il mondo, bensì concentrato in pochi Paesi e regioni. Circa il 90% dei bambini che soffrono di uno sviluppo non adeguato per la loro età vive in Africa e Asia. Nella sola India vive il 42% di tutti i bambini sottopeso.
Recenti studi dimostrano che la finestra cruciale per la lotta contro la malnutrizione infantile è rappresentata dal periodo tra i 9 e i 24 mesi (quindi i 1.000 giorni tra il concepimento e il compimento del secondo anno di età). I bambini che vengono alimentati in modo adeguato nei primi 1.000 giorni di vita sono in grado di evitare danni irreversibili, come il limitato sviluppo fisico e mentale, un sistema immunitario debole, una speranza di vita inferiore. Dopo il completamento del II anno di età, gli effetti della malnutrizione sono sostanzialmente irreversibili.